# Gail Strickland
Gail Strickland (* 18. Mai 1947 in Birmingham, Alabama) ist eine ehemalige US-amerikanische Schauspielerin.

## Leben
Sie gab 1969 ihr Fernsehdebüt in der Serie Dark Shadows. Ihr Filmdebüt hatte Strickland 1975 an der Seite von Paul Newman in Unter Wasser stirbt man nicht. Großen Erfolg hatte sie 1976 in Dieses Land ist mein Land, 1978 in Dreckige Hunde, 1979 in Norma Rae – Eine Frau steht ihren Mann, 1984 in Protocol – Alles tanzt nach meiner Pfeife und 1993 in Drei von ganzem Herzen. Außerdem trat Strickland in zahlreichen Fernsehproduktionen vor der Kamera, unter anderem in Mord ist ihr Hobby, Dallas, Seinfeld, Law & Order, Profiler, Chicago Hope – Endstation Hoffnung, Dr. Quinn – Ärztin aus Leidenschaft und Melrose Place. Seit 2008 ist sie nicht mehr als Schauspielerin in Erscheinung getreten.

## Filmografie
Filme
| - 1975: Unter Wasser stirbt man nicht (The Drowning Pool) - 1975: My Father’s House (Fernsehfilm) - 1976: The Dark Side of Innocence (Fernsehfilm) - 1976: Bittersüße Liebe (Bittersweet Love) - 1976: Dieses Land ist mein Land (Bound for Glory) - 1977: Mann, du bist Klasse! (One on One) - 1977: Letzte Weihnacht (The Gathering, Fernsehfilm) - 1977: The Baron - 1978: A Love Affair: The Eleanor and Lou Gehrig Story (Fernsehfilm) - 1978: Die Geliebte des Präsidenten (The President’s Mistress, Fernsehfilm) - 1978: Ski Lift to Death (Fernsehfilm) - 1978: Dreckige Hunde (Who’ll Stop the Rain) - 1979:Norma Rae – Eine Frau steht ihren Mann (Norma Rae) - 1979: Letters from Frank (Fernsehfilm) - 1979: The Gathering, Part II (Fernsehfilm) - 1980: Der Krabben-Krieg (King Crab, Fernsehfilm) - 1980: Verhängnisvolle Leidenschaft (Rape and Marriage: The Rideout Case, Fernsehfilm) - 1981: A Matter of Life and Death (Fernsehfilm) - 1982: Dies ist mein Kind! (My Body, My Child, Fernsehfilm) - 1982: Eleanor, First Lady of the World (Fernsehfilm) - 1982: The Six of Us (Fernsehfilm) - 1982: Life of the Party: The Story of Beatrice (Fernsehfilm) | - 1983: Starflight One – Irrflug ins Weltall (Starflight: The Plane That Couldn't Land, Fernsehfilm) - 1983: Die verwegenen Sieben (Uncommon Valor) - 1984: Oxford Blues – Hilfe, die Amis kommen (Oxford Blues) - 1984: Alles tanzt nach meiner Pfeife (Protocol) - 1985: On Our Way (Fernsehfilm) - 1985: Lies – Lügen (Lies) - 1986: Hyper Sapien: People from Another Star - 1991: Der Mann im Mond (The Man in the Moon) - 1992: Unter der Last der Beweise (The Burden of Proof, Fernsehfilm) - 1992: Spies (Fernsehfilm) - 1993: Silent Cries - 1993: Drei von ganzem Herzen (Three of Hearts) - 1993: Was bleibt, ist die Erinnerung (Remember, Fernsehfilm) - 1994: Eine fast perfekte Liebe (When a Man Loves a Woma) - 1994: Last Time Out - 1995: Die Bitte einer Mutter (A Mother's Prayer, Fernsehfilm) - 1995: Ein amerikanischer Quilt (How to Make an American Quilt) - 1995: Hallo, Mr. President (The American President) - 1998: Die Seele der Partei – Die Pamela Harriman Story (Life of the Party: The Pamela Harriman Story, Fernsehfilm) - 2008: Quality Time |

Fernsehserien
| - 1969: Dark Shadows (zwei Folgen) - 1973: Oh Mary (eine Folge) - 1974: Barnaby Jones (eine Folge) - 1974: Police Story (eine Folge) - 1974: Hawaii Fünf-Null (zwei Folgen) - 1974, 1976: The Bob Newhart Show (zwei Folgen) - 1975: Harry O (eine Folge) - 1975: Ellery Queen (eine Folge) - 1975: The Rookies (eine Folge) - 1976: Kojak – Einsatz in Manhattan (Kojak, eine Folge) - 1977: Westside Medical (eine Folge) - 1978: Lou Grant (eine Folge) - 1981: M*A*S*H (eine Folge) - 1981: Walking Tall (eine Folge) - 1981: Darkroom (eine Folge) - 1982: Trapper John, M.D. (eine Folge) - 1982: Imbiß mit Biß (Alice, eine Folge) - 1982: Junge Schicksale (ABC Afterschool Specials, eine Folge) - 1982, 1984: Polizeirevier Hill Street (Hill Street Blues, zwei Folgen) - 1982, 1984: Cagney & Lacey (zwei Folgen) - 1982, 1987: 9 to 5 (zwei Folgen) - 1983: Hardcastle & McCormick (Hardcastle and McCormick, eine Folge) - 1984: Harrys wundersames Strafgericht (Night Court, eine Folge) - 1984: Familienbande (Family Ties, eine Folge) - 1984: Emerald Point N.A.S. (fünf Folgen) - 1984: Lotterie (eine Folge) | - 1984: Fame (eine Folge) - 1985: Dallas (drei Folgen) - 1985–1986: The Insiders (13 Folgen) - 1986: Spenser (eine Folge) - 1986–1987: What a Country (10 Folgen) - 1987: CBS Schoolbreak Special (eine Folge) - 1987: Ein Engel auf Erden (Highway to Heaven, eine Folge: Herzlos, A dream of wild horses) - 1987, 1994: Mord ist ihr Hobby (Murder, She Wrote, zwei Folgen) - 1988–1989: Herzschlag des Lebens – Göttinnen in Weiß (Heartbeat, 18 Folgen) - 1991: Fernsehfieber (WIOU, zwei Folgen) - 1991: Civil Wars (eine Folge) - 1993: Law & Order (eine Folge) - 1993: Dr. Quinn – Ärztin aus Leidenschaft (Dr. Quinn, Medicine Woman, 11 Folgen) - 1994: Star Trek: Deep Space Nine (eine Folge) - 1994–1995: Seinfeld (zwei Folgen) - 1994–1998: Melrose Place (sechs Folgen) - 1995: JAG – Im Auftrag der Ehre (JAG, eine Folge) - 1997: Walker, Texas Ranger (eine Folge) - 1997: Pretender (eine Folge) - 1998: Murphy Brown (eine Folge) - 1998: Profiler (eine Folge) - 1998: Michael Hayes – Für Recht und Gerechtigkeit (Michael Hayes, zwei Folgen) - 1999: Chicago Hope – Endstation Hoffnung (Chicago Hope, eine Folge) - 1999: Providence (eine Folge) - 1999: Emergency Room – Die Notaufnahme (ER, eine Folge) - 2002: First Monday (13 Folgen) |